# Una doppia verità
Una doppia verità (The Whole Truth) è un film del 2016 diretto da Courtney Hunt con protagonisti Keanu Reeves e Renée Zellweger.

## Trama
L'avvocato difensore Richard Ramsay lavora al caso di Mike Lassiter, presunto omicida del padre Boone, ricco avvocato e suo amico. Ramsay sente la pressione per salvare Mike, ma, dato il suo totale mutismo, il compito risulta estremamente difficile. Ramsay assume la talentuosa avvocatessa Janelle Brady, figlia di un altro amico professionista, suo vecchio socio nel diritto societario.
La prima testimone, un'assistente di volo per un volo charter, afferma di aver assistito a tensioni tra padre e figlio durante un viaggio di ritorno da Stanford. In un flashback, Mike vuole andare al Reed College, ma Boone lo costringe a frequentare la Stanford University. L'ufficiale di polizia che per primo ha risposto alla chiamata testimonia che sulla scena del crimine ha sentito Mike mormorare: "Avrei dovuto farlo molto tempo fa". Sia l'ufficiale che il suo capo affermano che le sue impronte digitali di Mike sono state trovate sull'arma del delitto.
I vicini dei Lassiter testimoniano che Mike era molto vicino a Boone ma gradualmente si è allontanato nel tempo e riferiscono anche dell'atteggiamento arrogante di Boone nei confronti della sua famiglia e dei vicini. I flashback mostrano i vari affari di Boone e il suo comportamento prepotente e avvilente nei confronti di sua moglie, Loretta, sia in pubblico che in privato. Loretta testimonia di aver subito abusi emotivi e fisici per anni, compreso il giorno della sua morte. Testimonia di essere andata a fare una doccia dopo il litigio e quando è tornata ha trovato il suo cadavere. Dice in lacrime che Mike le ha ammesso di averlo fatto. Ramsay fornisce le foto del suo corpo contuso, scattate un giorno dopo la morte di Boone, come prova della sua crudeltà.
Mike decide finalmente di parlare e chiede di prendere posizione sulle obiezioni di Ramsay. Conferma la versione di sua madre e dei vicini sull'arroganza e la crudeltà di suo padre, e improvvisamente ammette di aver ucciso suo padre, non per salvare sua madre ma per salvare se stesso dai continui abusi e violenze che subiva da suo padre. Mike dice che gli abusi sono ripresi durante il volo privato di ritorno da Stanford e ha ucciso Boone quando ci ha provato di nuovo il giorno della sua morte.
L'accusa chiama l'assistente di volo, che inizialmente insiste sul fatto che non è successo niente durante il volo. Interrogata da Janelle, l'assistente ammette di aver nascosto la sua relazione sentimentale con il copilota e di aver potenzialmente trascorso troppo tempo nella cabina di pilotaggio per negare con sicurezza qualsiasi interazione insolita tra padre e figlio. Janelle in seguito diventa sospettosa della storia di Mike, incontra Loretta fuori dall'aula e gradualmente deduce che Mike sta proteggendo Loretta. Affronta Ramsay, che dice che il suo dovere è salvare Mike, non trovare la verità. Se ne va con rabbia, facendo preoccupare Ramsay per la reazione della giuria alla sua assenza, ma Janelle si presenta regolarmente all'udienza del giorno dopo: udienza delle arringhe conclusive del caso.
Nonostante l'insufficienza di prove adeguate dell'abuso di Boone, la giuria assolve Mike. In attesa della restituzione dei suoi affari personali, in una saletta privata, Mike affronta Ramsay, e gli confessa di aver visto sua madre rimuovere di nascosto l'orologio di Ramsay dal letto accanto al cadavere di suo padre. Mike dice che si è preso la colpa per salvare sua madre, ma che non proteggerà Ramsay. Ramsay nega il suo coinvolgimento e gli fa capire che il caso non reggerà e danneggerà solo la credibilità di Mike.
Mike non gli crede e Ramsay lo lascia con freddezza. Vari flashback richiamano i reali accadimenti. Ramsay e Loretta avevano una relazione. Quando Boone diventò sospettoso dell'infedeltà di sua moglie, Ramsay gli consigliò di divorziare da lei, ma Boone gli dice che piuttosto l'avrebbe uccisa se lo avesse lasciato. Loretta e Ramsay cospirano per ucciderlo e presentare il caso come legittima difesa da parte di Loretta. Ma Mike torna a casa troppo presto, poco dopo l'omicidio, ma prima che i due amanti abbiano potuto organizzare le prove. Davanti al corpo esanime del padre confessa il crimine che, in realtà, non ha commesso.

## Produzione
Inizialmente il protagonista avrebbe dovuto essere Daniel Craig, che ha abbandonato il progetto pochi giorni prima dell'inizio delle riprese, nell'aprile 2014, senza dare motivazioni. Craig venne poi sostituito da Keanu Reeves nel giugno seguente.
Le riprese del film sono iniziate il 7 luglio 2014 a New Orleans.

## Promozione
Il primo trailer del film viene diffuso il 20 settembre 2016.

## Distribuzione
La pellicola è stata distribuita nelle sale cinematografiche statunitensi a partire dal 21 ottobre 2016, mentre in Italia è arrivato a partire dal 15 giugno 2017.